# Raccrochez, c'est une erreur !
 (septembre 2022).
Si vous disposez d'ouvrages ou d'articles de référence ou si vous connaissez des sites web de qualité traitant du thème abordé ici, merci de compléter l'article en donnant les références utiles à sa vérifiabilité et en les liant à la section « Notes et références ».
Pour plus de détails, voir Fiche technique et Distribution.
Raccrochez, c'est une erreur ! (titre original : Sorry, Wrong Number) est un film américain réalisé par Anatole Litvak, sorti en 1948. Il reprend sous forme de film la nouvelle Sorry, Wrong Number de Lucille Fletcher créée en 1943 sur le programme  Suspense, qui avait obtenu une Edgar Award comme meilleure dramatique audio de l'année. Le film restant fidèle à l'audiodrame, il se passe essentiellement dans une chambre, en ajoutant quelques flashbacks.

## Synopsis
Une femme hypocondriaque, cloîtrée chez elle, tente de joindre son époux au téléphone, mais la standardiste commet une erreur et la branche sur une ligne déjà utilisée. Elle entend alors deux hommes qui discutent d'un meurtre que l'un d'eux va commettre le soir même. Elle appelle alors la police, qui explique ne rien pouvoir faire, faute de précisions sur le lieu du crime supposé.
Au fur et à mesure qu'elle reçoit de nouveaux appels concernant son mari, puis de son mari lui-même – longtemps empêché de la joindre parce que la ligne était occupée – et qu'elle en recoupe les informations, elle finit par découvrir que c'est elle-même qui doit être assassinée.

## Fiche technique
- Titre original : Sorry, Wrong Number
- Titre français : Raccrochez, c'est une erreur !
- Réalisation : Anatole Litvak
- Scénario : Lucille Fletcher d'après sa pièce radiophonique
- Direction artistique : Hans Dreier et Earl Hedrick (en)
- Décorateur de plateau : Sam Comer et Bertram C. Granger (en)
- Costumes : Edith Head
- Maquillage : Wally Westmore
- Photographie : Sol Polito
- Musique : Franz Waxman
- Montage : Warren Low
- Producteurs : Anatole Litvak et Hal B. Wallis
- Société(s) de production : Hal Wallis Productions
- Société(s) de distribution : Paramount Pictures (États-Unis), Paramount (France)
- Pays de production :  États-Unis
- Année : 1948
- Langue originale : anglais
- Format : noir et blanc – 35 mm – 1,37:1 – mono (Western Electric Recording)
- Genre : film noir
- Durée : 89 minutes
- Dates de sortie : 
  - États-Unis : 1er septembre 1948
  - France : 30 septembre 1949

## Distribution
- Barbara Stanwyck (VF : Lita Recio) : Leona Stevenson
- Burt Lancaster (VF : Jean Martinelli) : Henry J. Stevenson
- Ann Richards (VF : Renée Simonot) : Mme Sally Lord
- Wendell Corey (VF : Jean-Henri Chambois) : Dr Alexander
- Harold Vermilyea (VF : Christian Argentin) : Waldo Evans
- Ed Begley (VF : Richard Francœur) : James B. Cotterell
- Leif Erickson (VF : Maurice Dorléac) : Fred Lord
- William Conrad : Morano
- Jimmy Hunt : Peter Lord
- John Bromfield : détective

Acteurs non crédités :
- Joyce Compton : La petite amie de Cotterel
- Suzanne Dalbert : La fille avec une cigarette
- Yola d'Avril : La servante française
- Kristine Miller : Dolly, la petite amie du Dr Alexander
- Tito Vuolo : Albert, serveur

## Autour du film
- Sorry, Wrong Number est l'adaptation d'une courte pièce radiophonique constituée d'un simple monologue. Écrite par Lucille Fletcher, elle fut jouée par Agnes Moorehead en 1943 et reçut un excellent accueil public. Anatole Litvak en fit un film noir et accentua certaines tendances caractéristiques du genre : pessimisme (le dénouement terrible) et mode de narration extrêmement complexe (nombreux flashbacks, et même, flashbacks dans des flashbacks). Le succès commercial du film prouve qu'à cette époque le public « raffolait de cette complexité à la limite de la gratuité » (d'après Jacques Lourcelles). La virtuosité et la complexité du récit sont les traits dominants d'une œuvre dans laquelle Barbara Stanwyck livre une prestation inoubliable. Ici, la conclusion est horriblement malheureuse et contredit les préjugés émis sur le cinéma hollywoodien, prétendument soumis à des épilogues en forme de happy end.

- Une version audiodrame en français fut créée et diffusée par France Inter pour l'une de ses dramatiques policières Les Maîtres du mystère de Pierre Billard et Germaine Beaumont dans les années 1960 et rendue disponible quelque temps en cassette audio.

## Citations
Le film apparaît dans Les cadavres ne portent pas de costard en 1982, Dead Again en 1991 et The Ryan Initiative en 2014 dans lequel Jack Ryan se rend à une projection dans une salle de cinéma.